# Aira
- Commons
- Wikispecies

Aira L. é um género botânico pertencente à família Poaceae, subfamília Pooideae, tribo Aveneae.
O gênero é constituído por aproximadamente 250 espécies. São encontradas na Europa, África, Ásia, Australásia, Pacífico, América do Norte, América do Sul e Antárctica.
Na classificação taxonômica de Jussieu (1789), Aira é um gênero  botânico,  ordem  Gramineae,  classe Monocotyledones com estames hipogínicos.

## Sinonímia
| - Aera Asch. (SUO) - Airella (Dumort.) Dumort. (SUS) - Aspris Adans. (SUS) - Caryophyllea Opiz (SUS) | - Fiorinia Parl. - Fussia Schur (SUS) - Salmasia Bubani (SUS) |

## Espécies
- Aira alpina L.
- Aira caryophyllea L.
- Aira cupaniana Guss.
- Aira elegans Wilid. ex Gaudin
- Aira elegantissima Schur
- Aira praecox L.
- Aira provincialis Gennar.ex Nym.
- Aira tenorei Guss.
- «PPP-Index Lista de espécies»

## Classificação do gênero
| Sistema | Classificação                   | Referência               |
| ------- | ------------------------------- | ------------------------ |
| Linné   | Classe Triandria, ordem Digynia | Species plantarum (1753) |